# Vice Society
Vice Society ist eine Hackergruppe, die für Ransomware-Angriffe auf Gesundheits- und Bildungseinrichtungen verantwortlich ist. Vermutlich besteht die Gruppe aus Russischsprachigen und hat sowohl in Europa als auch in den USA Ziele angegriffen.
Laut der US-amerikanischen Cybersecurity and Infrastructure Security Agency verwendet Vice Society nicht selbst entwickelte Angriffswerkzeuge, sondern stattdessen Ransomware-Toolkits wie Hello Kitty/Five Hands und Zeppelin, auch PrintNightmare wurde für die Rechteausweitung ausgenutzt.
Unit 42 rankte Vice Society unter den Top 10 einflussreichsten Ransomware-Gangs des Jahres 2022.

## Angriffe in Europa
Das Hackerkollektiv hat Angriffe auf mehrere Institutionen in Deutschland durchgeführt. Zu den Zielen gehören die Hochschule für angewandte Wissenschaften Hamburg (HAW Hamburg) sowie die Universität Duisburg-Essen. Darüber hinaus sind auch Kreisverwaltungen, wie die des Rhein-Pfalz-Kreises, betroffen gewesen.
In der Schweiz wurden ebenfalls mehrere Angriffe ausgeführt.